# Gold Coast Titans
Die Gold Coast Titans sind ein australischer Rugby-League-Verein aus Gold Coast, Queensland. Neben den Brisbane Broncos und den North Queensland Cowboys ist er einer von der derzeit drei Vereinen aus Queensland in Australiens höchster Spielklasse, der National Rugby League (NRL). Der 2007 gegründete Club trägt seine Heimspiele im Cbus Super Stadium aus, die Vereinsfarben sind Hellblau und Gold.

## Geschichte
Von 1988 bis 1998 gab es mit den Gold Coast Chargers bereits einen erstklassigen Rugby-League-Verein in Gold Coast, der jedoch im Zuge der angestrebten Verkleinerung der NRL trotz guter Finanzsituation aufgelöst wurde. Stattdessen strebte die Liga an, neben den Broncos ein zweites Team in Brisbane anzusiedeln. Nachdem dieses Projekt jedoch scheiterte, bemühte sich Gold Coast fortan wieder um ein eigenes NRL-Team. 2007 nahmen schließlich die neu gegründeten Titans den Spielbetrieb in Australiens Eliteliga auf. Die Resultate blieben in den ersten beiden Spielzeiten, trotz der Verpflichtung einiger prominenter Spieler wie Scott Prince und Matt Rogers, eher dürftig. 2009 erreichten die Titans einen starken dritten Platz in der Regular Season und somit erstmals die Finals, verpassten jedoch nach Niederlagen gegen die Brisbane Broncos und Parramatta Eels den Einzug ins Grand Final. 2010 schaffte es Gold Coast unter die Top 4, scheiterte aber im Halbfinale an den Sydney Roosters. Dies blieb der bis heute größte Erfolg der Titans, 2011 folgte eine sportliche Talfahrt, die mit dem "Gewinn" des Wooden spoon endete. In der Folgezeit scheiterte Gold Coast stets bereits in der Regular Season. Zudem litt der Verein unter massiven Finanzproblemen: Im Februar 2015 musste die NRL die Lizenz des Titans übernehmen, da eine Insolvenz sonst unabwendbar geworden wäre. 2016 zog Gold Coast nach sechs Jahren Abstinenz wieder in die Finals ein, unterlag jedoch in der ersten Runde den Brisbane Broncos. 2019 folgte der abermalige Absturz auf den letzten Tabellenplatz und damit der zweite "Wooden spoon" der Vereinsgeschichte.